# Закиев, Айрат Ринатович
Айра́т Рина́тович Заки́ев (род. 2 октября 1981 года, Казань) — российский пауэрлифтер, серебряный призёр Паралимпийских игр 2012, заслуженный мастер спорта России.

## Спортивные достижения
- Многократный чемпион России по пауэрлифтингу среди лиц с поражением опорно-двигательного аппарата (ПОДА).

Летние Паралимпийские игры:
- Серебро (Пекин, Китай, 2008 год) — пауэрлифтинг, весовая категория до 60 кг.

Чемпионаты мира
- Серебро (2010) — весовая категория до 60 кг.
- Серебро (Дубай, 2014) — весовая категория до 65 кг.

## Награды
- Медаль ордена «За заслуги перед Отечеством» II степени (30 сентября 2009 года) — за большой вклад в развитие физической культуры и спорта, высокие спортивные достижения на XIII Паралимпийских летних играх 2008 года в городе Пекине (Китай).[1]
- Заслуженный мастер спорта России (2008).